# Schizomavella halimedae
Schizomavella halimedae är en mossdjursart som först beskrevs av Marie Clément Gaston Gautier 1955.  Schizomavella halimedae ingår i släktet Schizomavella och familjen Bitectiporidae. Inga underarter finns listade i Catalogue of Life.